# Jacob Perrenet
Jacob Perrenet (1948) is een Nederlands schaker en bedenker van het Dunst-Perrenetgambiet, een variant van de Van Geetopening: 1. Pc3 d5 2. e4 dxe4 3. d3,... Eerste partij: in het Nederlands correspondentieschaakkampioenschap in 1978. In feite werd door wit 3.d4 gespeeld en door zwart en passant genomen.